# Asteroid Redirect Mission

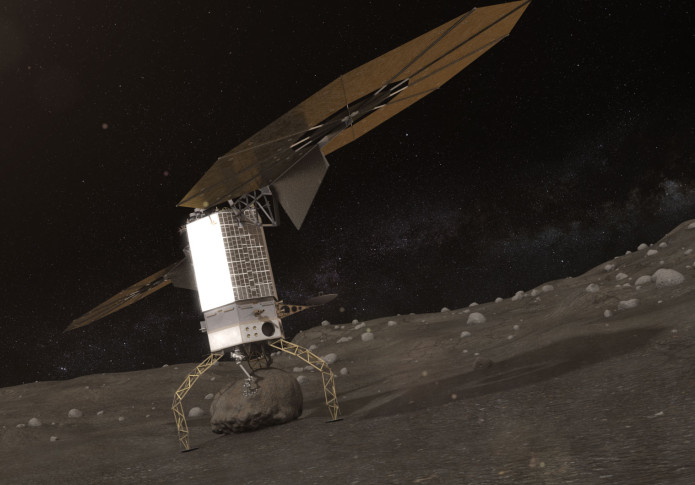

Asteroid Redirect Mission (ARM) або Asteroid Retrieval and Utilization (ARU) — космічна місія, яка 2013 року пропонувалася для розробки NASA. 
Розробка плану була включена до бюджету НАСА на 2014 рік. Космічний апарат мав дістатися до одного з астероїдів, за допомогою роботизованої руки та якоря захопити кількаметровий камінь з поверхні астероїда та доставити його на орбіту навколо Місяця для подальшого вивчення.
2017 року місію було скасовано через скорочення фінансування, хоча деякі її ключові технології, зокрема, сонячно-електричні рушії збережено для застосування в подальших програмах.